# Виставка досягнень народного господарства
Виставка досягнень народного господарства, скорочено ВДНГ (рос. Выставка достижений народного хозяйства (ВДНХ)), у 1939—1959 р.р. Всесоюзна сільськогосподарська виставка, ВСГВ (рос. Всесоюзная сельскохозяйственная выставка (ВСХВ), у 1992—2014 рр. Всеросійський виставочний центр, ВВЦ — виставковий комплекс у Москві, в Останкінському районі Північно-Східного округу. Є другим за величиною виставочним комплексом міста, входить до 50 найбільших виставочних центрів світу.
Загальна площа території ВДНГ після об'єднання навесні 2014 р. з територією Ботанічного саду й парку садиби «Останкіно» становить понад 317 га, площа павільйонів — 134 тис. м².

## Історія
Попередницею московської ВДНГ була «Всеросійська сільськогосподарська і кустарно-промислова виставка», організована 1923 року на Воробйових горах.
У 1934 році в керівництва країни виникла ідея організувати ювілейну виставку до 20-річчя радянської влади, покликану відбити позитивні сторони проведеної в сільському господарстві колективізації.
Виставочний комплекс офіційно відкритий у 1939 році як «Всесоюзна сільськогосподарська виставка» і діяв до початку німецько-радянської війни. У 1941 році виставка працювали тільки 1 місяць 5 днів, у воєнні роки експозиція і бібліотека перебували в евакуації в Челябінську. У 1950 році почалася реконструкція, для відвідувачів виставка відкрилася знову в 1954 році. У 1959 р. комплекс був перепрофільований об'єднанням з промисловою виставкою й отримав нову назву — «Виставка досягнень народного господарства СРСР» (ВДНГ СРСР).
З 1959 року, зокрема, в 1963—1967 виставка зазнала перебудови, пов'язаної з тим, що 3 1955 року почалася боротьба з «надмірністю» у будівництві. Оскільки в межах ВДНГ були об'єднані ВСГВ і промислова виставка, під цим приводом спочатку обласні, а в 1964 і республіканські павільйони були перепрофільовані в галузеві. В очікуванні 50-річчя революції в 1967 році виставку піддали черговій модернізації. Майже з усіх колишніх республіканських павільйонів прибрали герби, а всередині внутрішнє оздоблення було або прикрите панелями, або знищене. На площі Колгоспів були перебудовані павільйони «Казахська РСР», «Вірменська РСР», «Азербайджанська РСР», павільйон «Поволжя» вже був реконструйований до 1959 року; «Грузинська РСР» знесений, а «Далекий Схід» перейменований на «Радянську Книгу». Також був знесений ансамбль Центральної алеї, на місці якого в березні 1967 р. відкрили «Дошку пошани СРСР». На Центральній алеї знесли республіканські й крайові павільйони — «Таджицька РСР», «Туркменська РСР», «Татарська АРСР», «Башкирська АРСР», «Киргизька РСР» та «Центральні області» (серед них проходили зйомки фільму «Свинарка й пастух»).

### Сучасний стан
22 червня 1992 року указом президента Російської федерації і постановою уряду РФ ВДНГ СРСР перейменовано в Державне акціонерне товариство «Всеросійський виставочний центр» (ДАТ ВВЦ). У середині й наприкінці 1990-х років ВВЦ залишався місцем відпочинку москвичів, у ньому працювали атракціони, але багато павільйонів здано в оренду під склади й магазини. У 1994—1996 втрачені майже всі експонати павільойну «Космос» (у тому числі макети перших радянських супутників).
14 травня 2014 року згідно з результатами голосування жителів Москви на порталі «Активный гражданин», виставці повернуто історичну назву ВДНГ (без «СРСР»).

## Архітектура

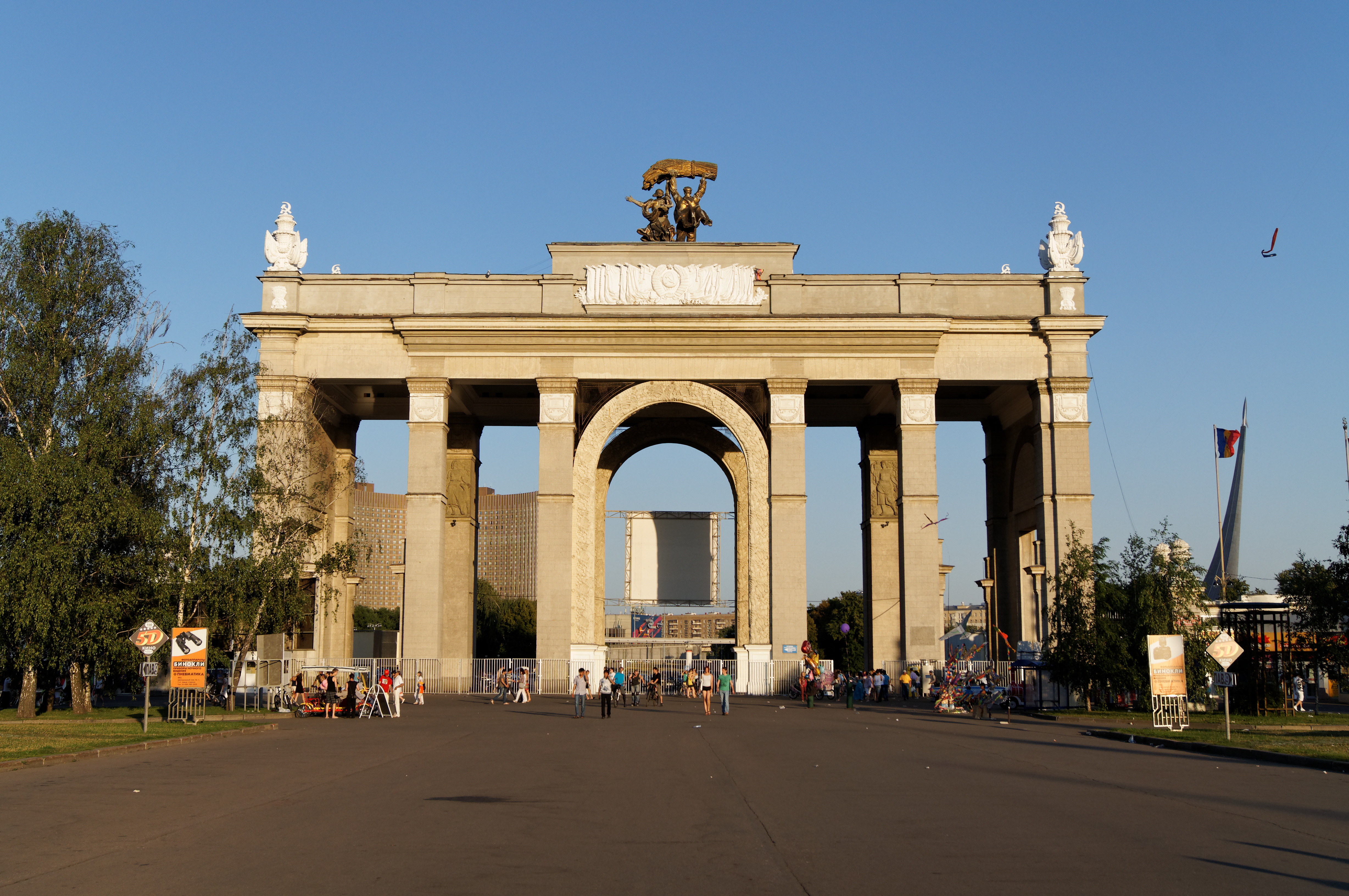
Головний вхід зі статуєю «Тракторист і колгоспниця»

### Входи

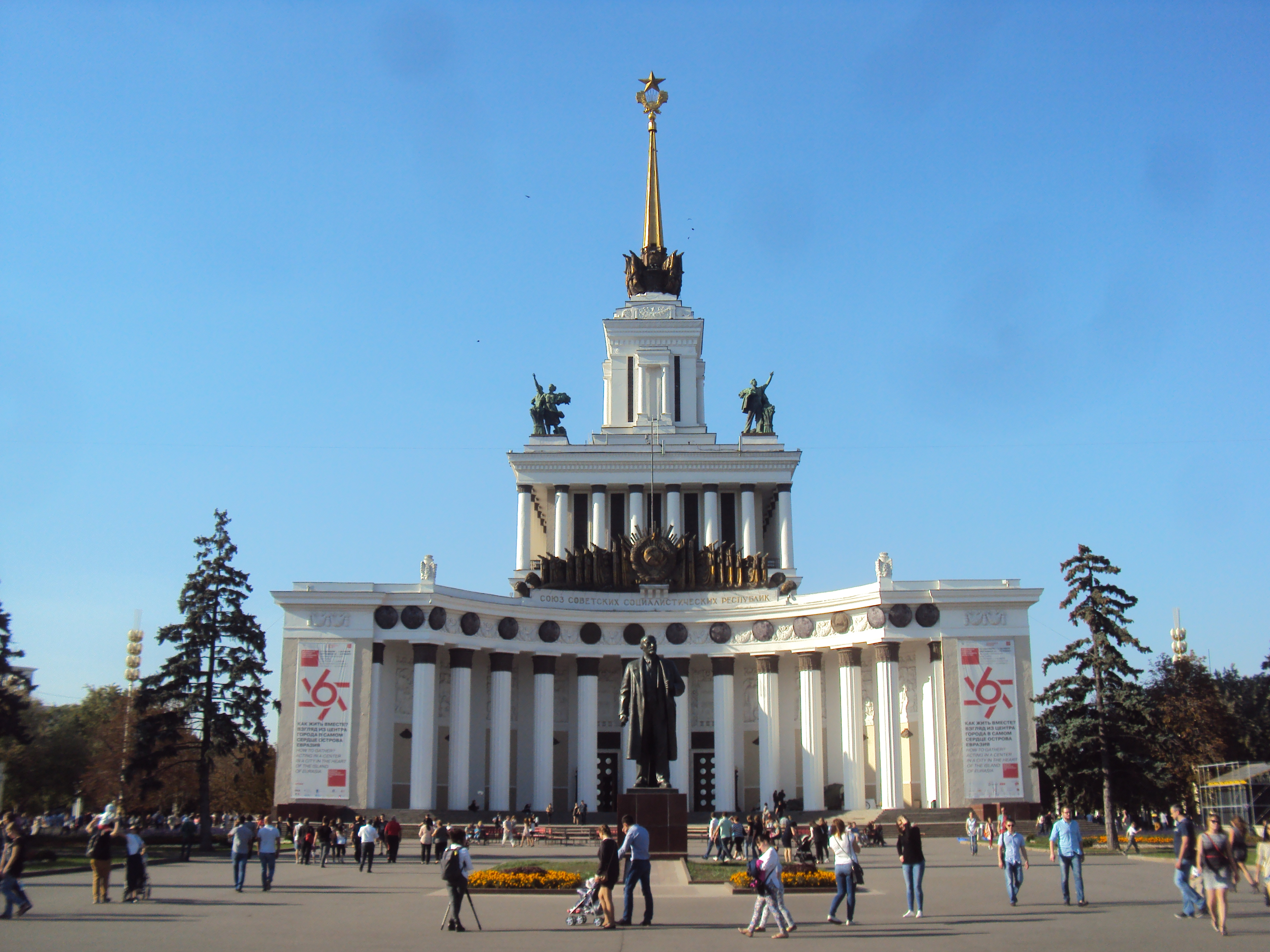
Центральний павільйон. Вигляд від Головного входу.

На сучасну територію ВДНГ можна потрапити через 5 входів: Головний, Північний, Південний, Останкінські й Хованські ворота. Сучасний Головний вхід споруджений у 1951—1954 роках за проєктом архітектора І. Д. Мельчакова, рельєфи на пілонах арки виконав скульптор Г. І. Мотовилов, а фігуру «Тракториста й колгоспниці» — С. М. Орлов, А. П. Антропов, Н. Л. Штамм, С. Л. Рабинович, І. Л. Слонім. До реконструкції виставки на початку 1950-х головний вхід розташовувався на місці теперішнього Північного, у 1939 році перед ним встановили скульптуру В. Мухіної «Робітник і колгоспниця».

### Павільйони
На території ВДНГ розташовано кілька десятків павільйонів.
Центральний павільйон
На ВСГВ 1939 року Головний павільйон був дерев'яним, він розташовувався не там, де зараз: на місці площі між фонтанами «Кам'яна квітка» і «Дружба народів». Оскільки старий павільйон не вписувався у нову архітектурно-стилістичну композицію реконструйованої ВСГВ, було вирішено знести стару будівлю і звести нову. На місці старого зараз розташовані майданчик і частина партеру фонтану «Кам'яна квітка».
Сучасний Центральний павільйон (до 1964 р. — «Головний») збудований у 1950—1954 роках за проєктом Г. В. Щуко й Є. О. Столярова. Над входом — скульптурне зображення герба СРСР, на фризі фасаду — 16 медальйонів зі зображеннями гербів 15 союзних республік. Крайній зліва медальйон пустий: до 1956 року на ньому був герб Карело-Фінської РСР (надалі включена до РРФСР на правах АРСР). Висота павільйону зі шпилем — 90 метрів. Від Головного входу до нього веде алея, на партерах якої розташовані 14 чавунних фонтанів.

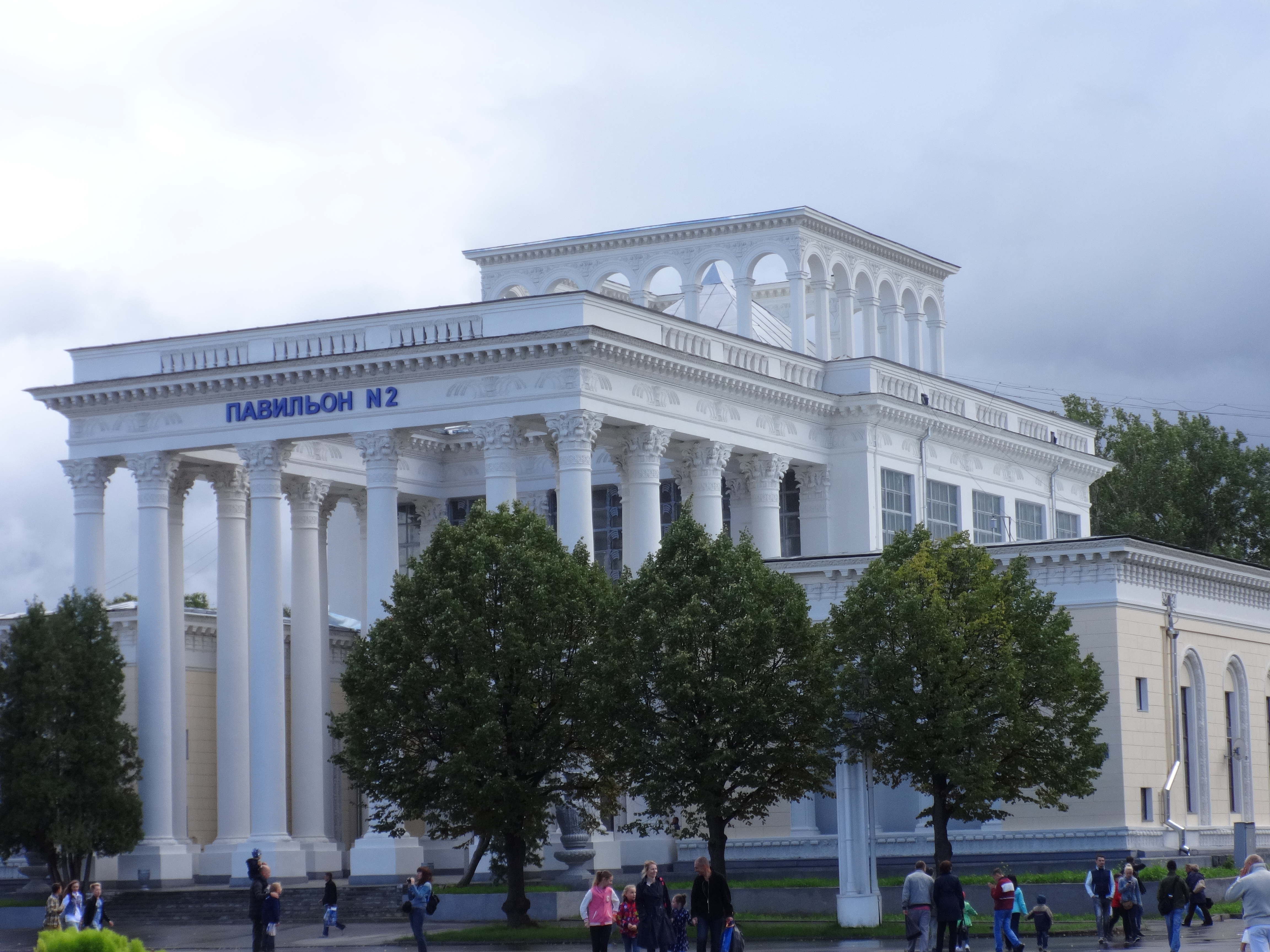
Павільйон № 2

Павільйон «Народна освіта»
Павільйон «Народна освіта» (рос. Народное образование), також «Павільйон № 2» збудований у 1951—1954 роках за проєктом архітектора С. М. Полупанова. Первісно називався «Північний Кавказ», у 1959—1964 роки — «Академія Наук СРСР», у 1964—1966 роках — «Космос». Сучасну назву отримав у 1967 році, у 2006—2007 називався «Грузія». Всупереч первісній назві, в образі будівлі відсутні кавказькі мотиви, вона має вигляд типової для сталінського ампіру, з наслідуванням будов міста-курорту Сочі. У плані павільйон має форму літери П, головний фасад доповнений колонадою, що виходить за межі основного об'єму й утворює залу просто неба. Зверху будівля увінчана аркадою. Ззаду прибудовано зимовий сад (у теперішній час приміщення за призначенням не використовується). Основний мотив декору — колосся і п'ятикутні зірки. По боках від входу стоять дві декоративні вази, на яких зображені робітники з розвідними ключами й селянки з овочами. Біля бічних фасадів первісно розташовувалися скульптури «Чабан» і «Колгоспниця» (скульптор О. І. Тенета), що донині не збереглися.
Перша експозиція, розміщена в павільйоні, була присвячена досягненням народного господарства Ростовської, Каменської і Грозненської областей, Краснодарського і Ставропольського країв, Дагестанської, Кабардинської і Північно-Осетинської АРСР.

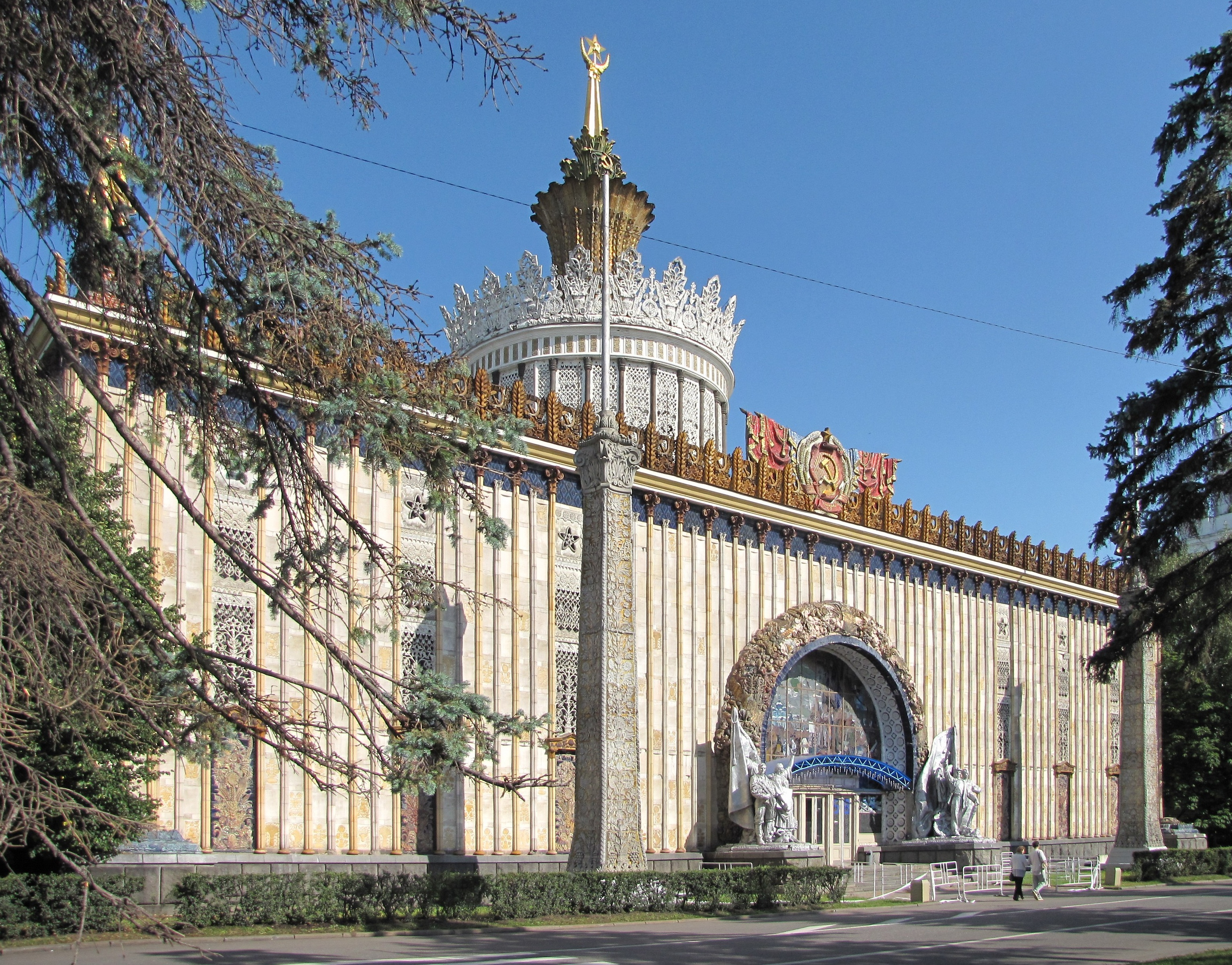
Павільйон «Україна»
Павільйон «Українська РСР» був споруджений до виставки 1937 року, у 1939 йому зробили новий фасад. Але конструкція виявилася недовговічною, тому стару будівлю знесли в 1948 році. Сучасний павільйон «Україна» збудований під час реконструкції 1950—1954 років.
Павільйон «Україна» вважається одним з найбільш гарних і багато вбраних павільйонів на ВДНГ. Всі литі керамічні деталі і форми утворюють візуально одне ціле. Несні стіни водночас слугують й декоративними фасадами, прикрашеними зображеннями колосся і соняшників, пілястри і кам'яні мережива стін плавно переходять у золоте колосся пшениці, яке прикрашає головний карниз і карниз вежі павільйону, покрите золотою смальтою. На кутах даху — фігури дівчат з лавровими вінками. Над входом поміщено зображення герба Української РСР, а по боках входу стоять дві скульптурні групи — «Стахановці промисловості» і «Стахановці сільського господарства» Радянської України (скульптори — Ю. І. Білостоцький, Г. Л. Пивоваров, Е. М. Фрідман). Перед будівлею встановлені два 20-метрові обеліски, оздоблені скульптурними прикрасами і мозаїкою, з датами «1654» і «1954».
Унікальною є конструкція будівлі — із застосуванням тримальної кераміки, що на час побудови було новинкою і більше не повторялося. Робота виявилася вельми складною: треба було виготовити величезну кількість масивних керамічних блоків, доставити на місце й змонтувати. Блоки були порожніми всередині, їх виготовили на заводі «Керамік» у Києві на Костянтинівській вулиці. Монтаж здійснювався з'єднанням їх один з одним, без використання арматури.

### Макети техніки
Перед павільйоном «Авіація й космонавтика» з 1960-х стояв дослідний зразок лайнера Ту-154 (єдиний зі збережених на початку XXI ст.). 13 вересня 2008 р. він був знищений, незважаючи на протести значного числа москвичів. На площі залишається екземпляр літака Як-42, а також макет ракети-носія «Восток». Майже всі макети з павільйону «Космос» втрачені в 1990-х роках.

### Фонтани

Фонтан Дружби Народів

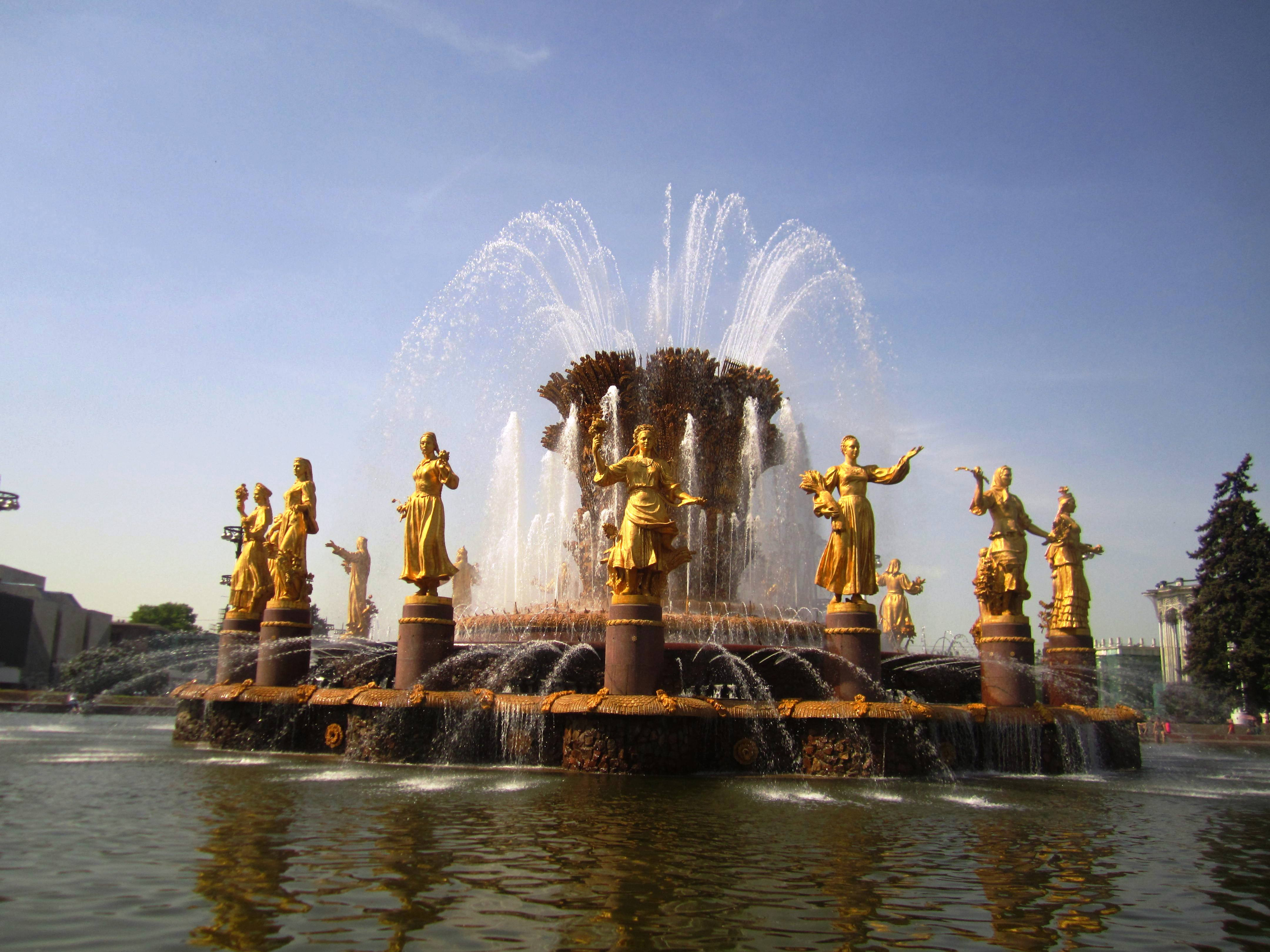
Вигляд фонтану «Дружба народів» від Центрального павільйону. Україну представляє дівчина в центрі (у вінку з квітами в руці), ліворуч від неї «Росія» (з косицею і снопом у руці) та «Білорусь» (у косинці), праворуч — «Узбекистан» (зі стеблом бавовнику в руці) та «Грузія»

На території виставки розміщено понад 20 фонтанів, окрім трьох головних («Дружба народів», «Кам'яна квітка» і «Золотий колос»), низки з 14 фонтанів витягнулися по партерах центральної алеї (по 7 з кожного боку), а також присутні невеликі фонтани біля павільйонів.
«Дружба народів»
Фонтан «Дружба народів», що стоїть на Центральній площі виставки, є одним з символів ВДНГ. Збудований у 1954 р. за проєктом Костянтина Топурідзе і Г. Д. Константиновського. Має вигляд 7,4-метрового чашоподібного снопа пшениці, конопель і соняшників, виготовленого з листової міді і встановленого на основі з червоного граніту. Центральну частину оточують 16 фігур дівчат, що представляють союзні республіки СРСР (разом з Карело-Фінською РСР, у 1956 році включеною до РРФСР). Статуї виконані з бронзи й покриті сухозлітним золотом, кожна дівчина вдягнута в національний костюм і тримає плоди чи рослини. Якщо дивитися від Центрального павільйону, прямо стоять три слов'янські республіки — УРСР, РРФСР, БРСР. Фонтан розміщено у восьмикутному басейні розміром 81 на 56 метрів.
За годинниковою стрілкою фігури стоять у такій послідовності: РРФСР, Українська РСР, Узбецька РСР, Грузинська РСР, Литовська РСР, Латвійська РСР, Таджицька РСР, Туркменська РСР, Карело-Фінська РСР, Естонська РСР, Вірменська РСР, Молдавська РСР, Киргизька РСР, Азербайджанська РСР, Казахська РСР, Білоруська РСР.
«Кам'яна квітка»

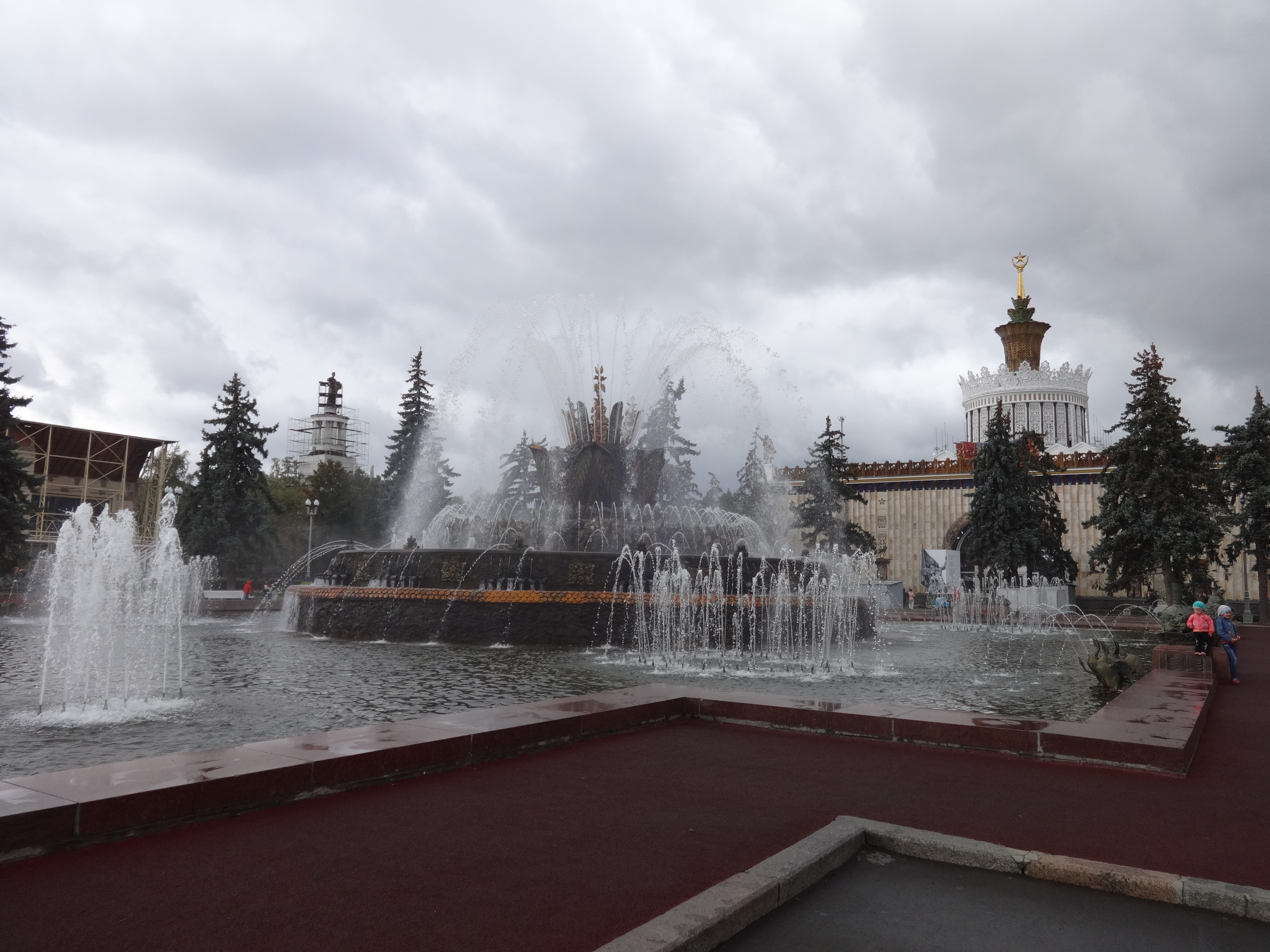
Фонтан «Кам'яна квітка». На задньому плані — павільйон «Україна»

Фонтан «Кам'яна квітка» (рос. Каменный цветок) знаходиться на Площі Колгоспів, навпроти павільйону «Україна». Споруджений під час реконструкції виставки в 1950—1954 р.р. за проєктом архітектора Костянтина Топурідзе і та скульптора П. Добриніна. Первісно автори планували встановити на його місці фонтан «Золотий сніп», з фігурами 16 дівчат, що представляли б союзні республіки: потім ця ідея була використана для фонтану «Дружба народів». Назву фонтан отримав на честь оповіді «Кам'яна квітка» П. П. Бажова, примітно, що незадовго до відкриття, у лютому 1954 року відбулася прем'єра балету «Кам'яна квітка» С. С. Прокоф'єва.
Центр композиції — величезна квітка з бетонних плит, облицьованих різнобарвною смальтою. Двоярусна основа облицьована дрібним червоним гранітом. Своєю ступінчастою композицією «Кам'яна квітка» деяким дослідникам нагадує старовинний фонтан «Латона» у Версалі. По периметру басейну фонтан прикрашено композиціями з рогів достатку, ваз, фруктів і колосся. Також присутні шістнадцять гранітних столів, заставлених їствами з союзних республік. Первісно планувалося зробити 16 окремих композицій, де були б представлені дари природи кожної з республік, але потім вирішили обійтися копіями тільки трьох композицій. Окрім великого фонтану, в басейні розташовані також бронзові фігури-фонтанчики гусок та осетрів, над якими працювали скульптори З. В. Рилєєва і В. В. Александрова-Рославлєва.
З пелюсток квітки і чотирьох груп фонтанів у басейні могли водночас бити до 1000 струменів. Всю систему приводили в дію 11 насосів загальною потужністю 780 кВт, фонтан витрачав до 2000 літрів води на секунду. Різнокольорові лампи забезпечували художню підсвітку. Існує версія, музикальним супроводом фонтану була «Святкова увертюра» Д. Д. Шостаковича, отже, «Кам'яну квітку» тоді можна вважати першим у СРСР музичним фонтаном.
«Золотий колос»

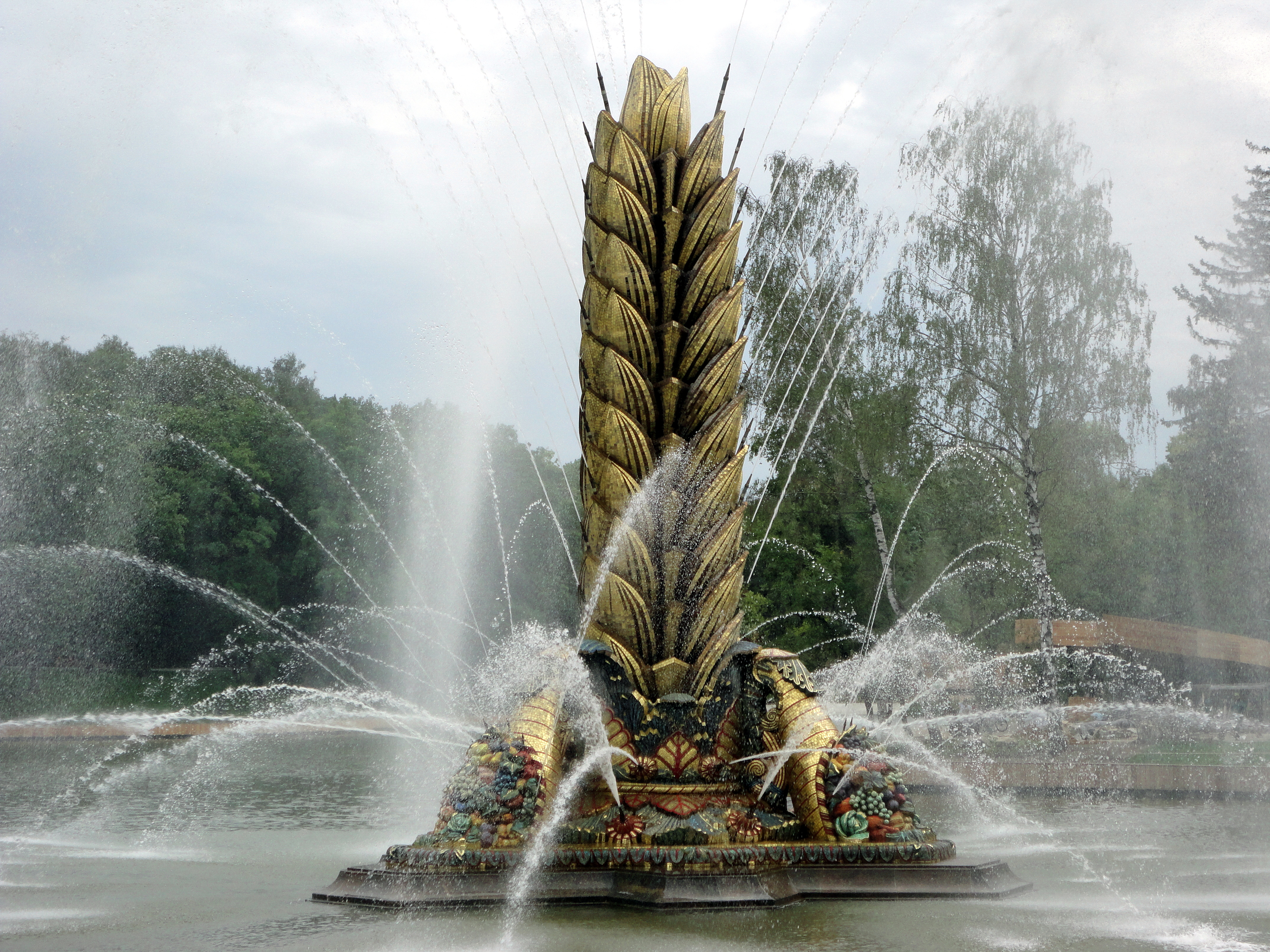
Фонтан «Золотий колос», 2018 рік

Фонтан «Золотий колос» встановлений у верхньому ставку, має висоту 16 м. Збудований під час реконструкції виставки в 1950—1954 р.р. за проєктом архітекторів Костянтина Топурідзе і Г. Д. Константиновського та скульптора П. Добриніна. Замість міді використано залізобетон, покритий червоною й золотою смальтою. На основі, покритій сірим гранітом, встановлені покриті смальтою роги достатку. Фонтан приводиться в дію двома насосними агрегатами потужністю 110 кВт і продуктивністю 200 л на секунду. На «зернах» колоса розташовані насадки, з яких б'ють 66 струменів, 30 з них сягають висоти 25 м.
З 1990-х років не діяв, з 2017 року — на ремонті, запуск відновленого фонтану відбувся 15 липня 2018 року.

## Керівництво
- Генеральний директор (з 2011 по 2014) — Олексій Микушко[7].
- Генеральний директор (з 2014 по 2015) — Володимир Погребенко[8].
- Генеральний директор (з 2015) — Катерина Володимирівна Проничева[9].
- Комерційний директор — Дмитро Олександрович Бабкін.

## У кінематографі
ВДНГ (ВСГВ) з'являється у таких радянських фільмах:
- «Підкидьок» (1939) — у сцені погоні герої проїздять головними площами й алеями виставки.
- «Світлий шлях» (1940) — у фіналі фільму герої приходять на ВСГВ. «Марш энтузиастов», що прозвучав у фільмі, став гімном ВСГВ (надалі ВДНГ).
- «Свинарка та пастух» (1941) — головні герої зустрічаються й закохуються один в одного на ВСГВ. А «Песня о Москве» Тихона Хрєнникова, яку вони співають у павільйоні «Садівництво», стала одною з пісень, нерозривно пов'язаних з виставкою.